# دراگوسلاو استپانوویچ
دراگوسلاو استپانوویچ (سیریلیک صربی: Драгослав Степановић؛ زادهٔ ۳۰ اوت ۱۹۴۸) بازیکن سابق یوگسلاو و مربی فوتبال اهل صربستان است.
از باشگاه‌هایی که در آن بازی کرده‌است می‌توان به باشگاه فوتبال منچستر سیتی، باشگاه فوتبال ستاره سرخ بلگراد، باشگاه فوتبال آینتراخت فرانکفورت، و باشگاه فوتبال بئوگراد اشاره کرد.
وی همچنین در تیم ملی فوتبال یوگسلاوی بازی کرده‌است.